# Heinrich Scheller
Heinrich Scheller, švicarski veslač, * 3. avgust 1929, † 1. september 1957.
Scheller je v švicarskem četvercu s krmarjem na Poletnih olimpijskih igrah 1952 v Helsinkih osvojil srebrno medaljo.